# Бобслей на зимових Олімпійських іграх 1968
Змагання з бобслею на зимових Олімпійських іграх 1968 тривали з 8 до 11 лютого на трасі гірськолижного курорту Альп-д'Юез (Франція). Розіграно 2 комплекти нагород.

## Чемпіони та призери

### Таблиця медалей
| Місце               | Країна              | Золото | Срібло | Бронза | Загалом |
| ------------------- | ------------------- | ------ | ------ | ------ | ------- |
| 1                   | Італія              | 2      | 0      | 0      | 2       |
| 2                   | Австрія             | 0      | 1      | 0      | 1       |
| 2                   | Західна Німеччина   | 0      | 1      | 0      | 1       |
| 4                   | Румунія             | 0      | 0      | 1      | 1       |
| 4                   | Швейцарія           | 0      | 0      | 1      | 1       |
| Загалом (5 збірних) | Загалом (5 збірних) | 2      | 2      | 2      | 6       |

### Дисципліни
| Дисципліна          | Золото                                                                          | Золото  | Срібло                                                                    | Срібло  | Бронза                                                              | Бронза  |
| ------------------- | ------------------------------------------------------------------------------- | ------- | ------------------------------------------------------------------------- | ------- | ------------------------------------------------------------------- | ------- |
| Двійки (чоловіки)   | Італія (ITA-1) Еудженіо Монті Лучано де Паоліс                                  | 4:41.54 | ФРН (FRG-1) Горст Флот Пепі Бадер                                         | 4:41.54 | Румунія (ROU-1) Йон Панцуру Ніколае Нягоє                           | 4:44.46 |
| Четвірки (чоловіки) | Італія (ITA-1) Еудженіо Монті Лучано де Паоліс Роберто Дзандонелла Маріо Армано | 2:17.39 | Австрія (AUT-1) Ервін Талер Райнгольд Дурнталер Герберт Грубер Йозеф Едер | 2:17.48 | Швейцарія (SUI-1) Жан Вікі Ганс Кандріан Віллі Гоффман Вальтер Ґраф | 2:18.04 |

У змаганнях двійок був поділ першого місця. Спочатку судді постановили вручити обом командам золоті медалі, але потім віддали перемогу італійцям, які показали найшвидший час в окремому заїзді.

## Країни-учасниці
У змаганнях з бобслею на Олімпійських іграх у Греноблі взяли участь спортсмени 11-ти країн. Західна Німеччина дебютувала в цьому виді програми, вперше змагаючись окремо від Об'єднаної німецької збірної.
- Австрія (9)
- Канада (6)
- Іспанія (9)
- Франція (10)
- Західна Німеччина (8)
- Велика Британія (8)
- Італія (10)
- Румунія (5)
- Швейцарія (9)
- Швеція (6)
- США (10)